# Mohammed Amyn
Mohammed Amyn (arabisch محمد أمين, DMG Muḥammad Amīn; * 25. März 1976) ist ein ehemaliger marokkanischer Leichtathlet, der sich auf den Langstreckenlauf spezialisiert hat. Er gewann drei Medaillen bei Crosslauf-Weltmeisterschaften sowie eine Bronzemedaille über 5000 Meter bei den Afrikameisterschaften 2002 in Radés.

## Sportliche Laufbahn
Erste internationale Erfahrungen sammelte Mohammed Amyn vermutlich bei den Crosslauf-Weltmeisterschaften in Budapest nach 26:15 min auf den 48. Platz im Juniorenrennen gelangte. Im Juli gewann er bei den Juniorenafrikameisterschaften in Algier in 13:54,36 min die Bronzemedaille im 5000-Meter-Lauf. Im Jahr darauf wurde er bei den Crosslauf-Weltmeisterschaften 1995 in Durham nach 25:22 min 17. im Juniorenrennen und gewann in der Teamwertung die Bronzemedaille. Bei den Juniorenafrikameisterschaften in Bouaké gewann er in 14:15,49 min erneut die Bronzemedaille über 5000 Meter. 1998 belegte er bei den Afrikameisterschaften in Dakar in 14:02,93 min den fünften Platz über 5000 Meter und im Jahr darauf wurde er bei den Crosslauf-Weltmeisterschaften in Belfast in 12:50 min Zehnter über die Kurzdistanz und gewann in der Teamwertung die Silbermedaille hinter dem kenianischen Team. Im August gewann er bei den Panarabischen Spielen in Irbid in 3:47,19 min die Bronzemedaille im 1500-Meter-Lauf hinter dem Tunesier Ali Hakimi und seinem Landsmann Youssef Baba. Bei den Crosslauf-Weltmeisterschaften 2001 in Ostende nach 13:09 min auf Rang 16 über die Kurzdistanz und gewann in der Teamwertung die Silbermedaille hinter Kenia. Im Juli siegte er in 13:37,14 min über 5000 Meter bei den Spielen der Frankophonie in Ottawa, ehe er bei den Weltmeisterschaften in Edmonton mit 13:28,90 min im Finale auf den zwölften Platz gelangte. Anschließend gewann er bei den Mittelmeerspielen in Tunis in 14:06,73 min die Silbermedaille hinter dem Algerier Mohamed Khaldi. Im Jahr darauf wurde er bei den Crosslauf-Weltmeisterschaften 2002 in Dublin in 12:53 min 37. über die Kurzdistanz und im August gewann er bei den Afrikameisterschaften in Radès in 13:33,98 min die Bronzemedaille über 5000 Meter hinter den Kenianern Paul Bitok und Benjamin Limo. Zudem gelangte er dort über 1500 Meter mit 3:48,77 min auf den zwölften Platz. Daraufhin belegte er beim IAAF Grand Prix Final in Paris in 8:35,03 min den achten Platz im 3000-Meter-Lauf. 
2004 belegte er bei den Hallenweltmeisterschaften in Budapest in 8:03,50 min den achten Platz über 3000 Meter und im Sommer erreichte sie bei den Olympischen Sommerspielen in Athen mit 28:55,96 min auf Rang 18 im 10.000-Meter-Lauf. Anschließend erreichte er beim IAAF World Athletics Final in Monaco mit 7:58,07 min auf Rang elf über 3000 Meter, ehe er bei den Panarabischen Spielen in Algier in 29:58,73 min die Bronzemedaille über 10.000 Meter hinter seinem Landsmann Khalid El Aamri und Samir Moussaoui aus Algerien. Im Jahr darauf wurde sie bei den Crosslauf-Weltmeisterschaften in Saint-Étienne nach 37:49 min 35. über die Langdistanz und anschließend belegte er bei den Islamic Solidarity Games in Mekka in 29:51,62 min den fünften Platz über 10.000 Meter belegte. Im Juli siegte er in 29:13,05 min bei den Mittelmeerspielen in Almería, ehe er bei den Weltmeisterschaften in Helsinki mit 28:12,59 min auf Rang 20 über 10.000 Meter Daraufhin verzichtete er auf einen Start über 5000 Meter. Im Dezember belegte er bei den Spielen der Frankophonie in Niamey in 14:20,65 min den vierten Platz über 5000 Meter. Bei den Crosslauf-Weltmeisterschaften 2006 in Fukuoka klassierte er sich nach 36:28 min auf dem 15. Platz über die Langdistanz und im Jahr darauf kam er bei den Crosslauf-Weltmeisterschaften in Mombasa nicht ins Ziel. Im Mai siegte er in 13:53,58 min und 28:26,2 min über 5000 und 10.000 Meter bei den Arabischen Meisterschaften in Amman. 2009 gewann er bei den Mittelmeerspielen in Pescara in 29:34,90 min die Silbermedaille über 10.000 Meter hinter seinem Landsmann Hicham Bellani und im Jahr darauf beendete er seine aktive sportliche Karriere im Alter von 34 Jahren.

## Persönliche Bestzeiten
- 1500 Meter: 3:34,81 min, 2. Juli 1999 in Lausanne
- Meile: 3:52,66 min, 7. Juli 1999 in Rom
  - 2000 Meter (Halle): 4:59,91 min, 5. Februar 1999 in Budapest
- 3000 Meter: 7:35,35 min, 9. Juli 2001 in Nizza
  - 3000 Meter (Halle): 7:46,13 min, 20. Februar 2002 in Piräus
  - 2 Meilen (Halle): 8:19,57 min, 17. Februar 2002 in Birmingham
- 5000 Meter: 13:01,98 min, 16. Juli 2002 in Stockholm
- 10.000 Meter: 27:22,67 min, 29. Mai 2005 in Hengelo
- Halbmarathon: 1:01:31 h, 17. September 2006 in Philadelphia